# And Now... The Runaways
And Now... The Runaways – ostatni album studyjny zespołu rockowego The Runaways, wydany w Europie w późnym 1978 i w Japonii w 1979 roku. Jest to ostatni album zespołu przed jego rozpadem. Płyta została wydana przez Cherry Red Records w Wielkiej Brytanii i przez Mercury Records w reszcie Europy. W 1981 Rhino Records wydało ponownie album jako Little Lost Girls w Stanach Zjednoczonych, z inną okładką i kolejnością utworów.
Na początku nagrań do albumu basistka Vicki Blue opuściła zespół. Linie basowe na płycie zostały zagrane przez gitarzystkę Litę Ford. Podczas nagrań producent John Alcock zdecydował się na wyróżnienie na albumie Lity Ford i perkusistki Sandy West. Liderka zespołu, Joan Jett, stwierdziła potem, że miała wrażenie, że była odrzucana przez zespół, który pomagała tworzyć.
Niedługo po znalezieniu nowej basistki Laurie McAllister, Jett i Ford zdecydowały się na rozwiązanie zespołu z powodu różnic muzycznych. Ford i West próbowały potem stworzyć nowy, heavymetalowy zespół, którego menadżerem byłby John Alcock, ale z tych sesji nic nie wynikło.

## Lista utworów
| Lp. | Tytuł                      | Muzyka i tekst              | Czas |
| --- | -------------------------- | --------------------------- | ---- |
| 1   | „Saturday Night Special”   | Earl Slick, Tonio K         | 3:39 |
| 2   | „Eight Days a Week”        | John Lennon, Paul McCartney | 3:33 |
| 3   | „Mama Weer All Crazee Now” | Noddy Holder, Jim Lea       | 3:26 |
| 4   | „I'm A Million”            | Lita Ford                   | 6:02 |
| 5   | „Right Now”                | Sandy West                  | 3:35 |
| 6   | „Takeover”                 | Jett                        | 3:11 |
| 7   | „My Buddy and Me”          | Joan Jett                   | 3:37 |
| 8   | „Little Lost Girls”        | Ford                        | 4:45 |
| 9   | „Black Leather”            | Steve Jones, Paul Cook      | 3:47 |

## Wykonawcy

### The Runaways
- Joan Jett – gitara rytmiczna, śpiew, wokal wspomagający
- Lita Ford – gitara prowadząca, śpiew w utworze „I'm A Million”, wokal wspomagający
- Sandy West – perkusja, śpiew w utworze „Right Now”, wokal wspomagający
- Vicki Blue – gitara basowa, wokal wspomagający (tylko wspomniana na okładce, nie uczestniczyła w nagraniu)

### Produkcja
- John Alcock – producent
- Will Reid Dick – inżynier dźwięku
- A. Wally – asystujący inżynier dźwięku
- Ken Perry – miksowanie nagrań w Capitol Studios
- David Larkham – projekt okładki
- Barry Levine – fotografia na okładce